# Otwór poszarpany

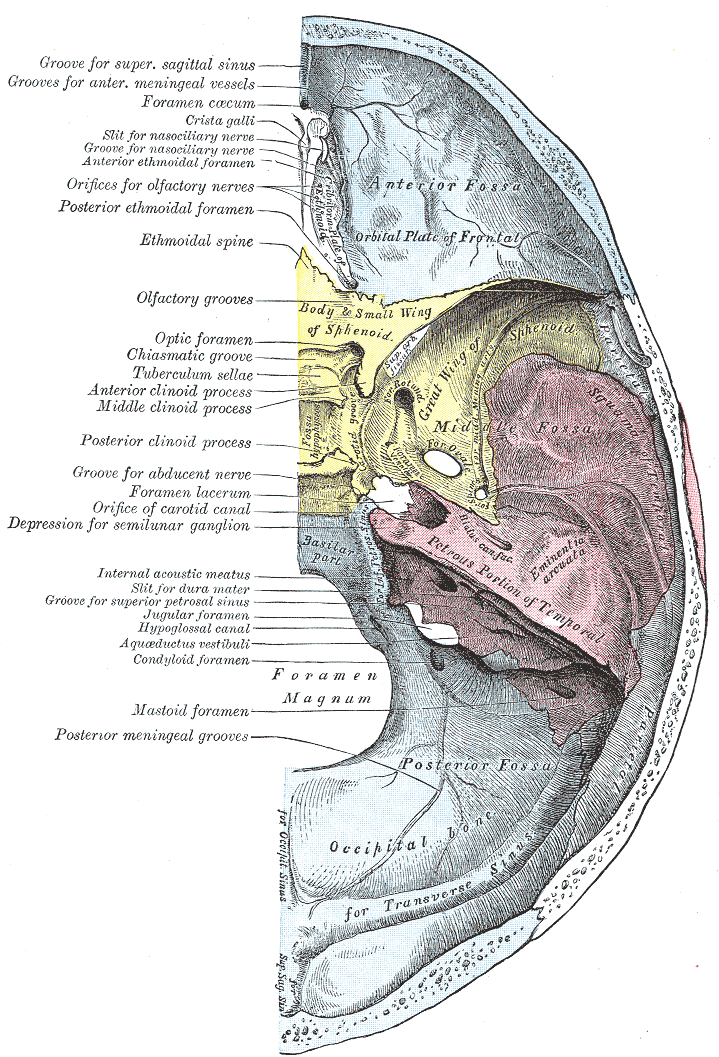
Podstawa czaszki widok od mózgowia. Otwór poszarpany widoczny w środkowej części rysunku, podpisany Foramen lacerum

Otwór poszarpany (łac. foramen lacerum) – w anatomii człowieka otwór znajdujący się w środkowym dole podstawy czaszki pomiędzy kością klinową a kością skroniową. Nie jest on typowym otworem, gdyż jest to struktura trójwymiarowa – szczególnie jego część przyśrodkowa.

## Ograniczenia
Brzegi otworu ograniczają trzy kości podstawy czaszki:
- od  tyłu i nieco z boku szczyt piramidy kości skroniowej
- od przodu skrzydło większe  kości klinowej
- od przyśrodka trzon kości klinowej i na małym obszarze część podstawna kości potylicznej

## Topografia i zawartość
W naturalnych warunkach jest on zamknięty chrząstkozrostem klinowo-skalistym (łac. synchondrosis sphenopetrosa) a od strony dolnej warstwą tkanki włóknistej. W tkance łącznej zamykającej otwór przebiega nerw skalisty większy i nerw kanału skrzydłowego. Nieco do wewnątrz i powyżej chrząstkozrostu przebiega tętnica szyjna wewnętrzna a na zewnątrz znajduje się trąbka słuchowa. W  przednim ograniczeniu otworu znajduje się otwór prowadzący do kanału skrzydłowego, który zawiera nerw kanału skrzydłowego. Tylna część przylega do otworu wewnętrznego kanału tętnicy szyjnej.

## Szczelina klinowo-skalista
Szczelina klinowo-skalista (łac. fissura sphenopetrosa stanowi część boczną otworu. Jest ona bardziej płaska niż opisana powyżej część przyśrodkowa. Znajduje się pomiędzy piramidą kości skroniowej a kolcem kości klinowej. Podobnie jak otwór poszarpany wypełniona jest ona chrząstkozrostem klinowo-skalistym, przez który przechodzi nerw skalisty mniejszy.